# PJP Eye
PJP Eye 株式会社（ピージェーピー アイ、英: PJP Eye LTD.）は、福岡県春日市の国立大学法人九州大学と共同研究し、現在は自社でカーボン電池を開発及び量産するテックベンチャー企業。

## 概要
独自に開発したオーガニックカーボンを使ったバッテリーの開発・製品化・量産をおこなっている。その技術は2017年に株式会社パワージャパンプリュスを買収した際に、一切の債券及び債務と共に手に入れた。
そのレアメタルを使わないエコな技術は、ブランド名「Cambrian™️」で様々な製品への実装が始まっている。
当初は、Cambrian™️の特性として長寿命が（ライフサイクル8000回以上）評価されていたが、近年は電気モビリティの普及に伴い、急速充電（電動アシストバイクでは20分）需要に応えるものとして、注目を集めている。

## 沿革
2017年7月、代表者二人が仲間数名と会社を設立。株式会社パワージャパンプリュス（当時の代表取締役：可児道宇氏）よりバッテリー事業と設備を買収し、製品を商品化させる。
設立時の本店事務所は港区南麻布5-11-12 TOGO ビル３階。令和３年７月に福岡県の現在の住所に本社を移転させた。
設立当初から、九州大学先導物質化学研究所先端素子材料部門の教授・岡田重人との共同研究契約を締結。自社の研究室を2021年3月度まで九州大学筑紫キャンパス内（福岡県春日市春日公園6丁目１番　総合研究棟内）に保有していた。
国内外からの表彰等も多く、2020年３月には、英国政府から日本の革新的な企業を表彰する「テック・ロケットシップ・アワード」2019-20において、全４部門の内「Future of Mobility」部門で表彰を受けた。
2021年4月には、 JETRO（日本貿易振興機構）がサポートする6企業の一つに選出された。選ばれた。カナダのトロントにおけるテック界のオリンピックと評されるCollision2021において、JETROが支援する企業としてJETRO Canadaのサイトに公式発表されている。
2021年7月には東京都やDeloitteの運営するNEXs Tokyoにおいて、持続可能型エネルギーのソリューションを提供するスタートアップ企業として認められ、パートナー企業として登録認定された。
2021年9月には国連気候変動枠組条約第26回締約国会議(COP26)のグラスゴーでの開催に合わせて、スコットランド政府が１,６５０万ポンド資金提供するNet Zero Technology Centreにおいて、COP26クリーンエネルギースタートアップ企業を対象としたピッチバトルへの参加が同政府からの推薦により決定。COP26で全世界からの注目を浴びる中で、唯一の日本企業として参加。
その活動は、当然米国シリコンバレー発の「大企業 」×「スタートアップ」のイノベーションプラットフォームである、プラグアンドプレイ社からも評価を受け、Plug and Play Japan Summer/Fall Summit 2021における、モビリティ分野でのレップ・スピーカーコンペティションに優勝そのアウォードの受賞によりシリコンバレーへの招聘が決定した。
上記の英国政府、スコットランド政府、米国シリコンバレーの投資団体に加え、フランス共和国のエマニュエル・マクロン大統領が自らパトロンを務める、フランスのパリで開催されるThe Hello Tomorrow Investor Day & Global Summit（2021年11月30日〜12月3日）に招聘されることとなった。これは、Hello Deep Tech Pioneerの一社としてフランス共和国政府から認知されたからであり、2021年6月8日に開催されたHello Tomorrow Pitch Sessionのファイナリストに選出されたことに起因する。
その他開発途上国に対する取組としては、2021年10月にJICA（国際協力機構）の民間連携事業に採択された。低炭素社会実現の分野での事業開発連携の展開が発表されている。
また、2021年10月にUAE（アラブ首長国連邦）で開催された世界最大級の展示会GITEXにおいて、ピッチコンテストでDraper-Aladdin Prizeが授与され、最大50万USドルの投資を受けることが決定された。その速報は国内外に大きく報道されており、JETRO（日本貿易振興機構）によるFACEBOOKのオンラインニュース発信HP（2021年10月21日0:33）にも「大変栄誉な報告」として発表されている。
COP26に先立ち、英国のメディアFuturology.lifeにより、日本の革新的エネルギー関連企業＆スタートアップ企業101社に選出された。
イギリス・グラスゴーで開催されたCOP26(気候変動枠組条約第26回締約国会議)において、クリーンエネルギースタートアップピッチバトルに日本代表として参加し、2021年11月8日、世界第2位を受賞。
COP26での上記世界第２位を受けて日本国内では日本経済新聞社が、2021年12月20日に凱旋帰国講演会を兼ねた日経イノベーション・ミートアップ（オンラインによる帰国報告会）を開催。環境省とのコラボレーションの動きが始まっている。
2021年の締めくくりとして、東京都ベンチャー選手権2021ユニコーンプロジェクト　東京都知事賞　最優秀賞を受賞した。
2022年1月には、「日本財団ソーシャル・チェンジ・メーカーズ」に支援を受ける絵本市への参加を開始。出版会社の「キッズチューブ出版」を運営する株式会社イースマイリー（本社：東京都渋谷区、代表取締役：矢澤 修）とメディア＆ラーニング事業のソフトウェア開発会社　Comobi株式会社（本社：東京都中央区、代表取締役：マチュー・ギヨウム）　と共に、運営パートナーに就任。未就学児や小学生児童へのSDGs教育を目指す絵本の無料配布を渋谷区にて実施。
COP26で脚光を浴びたことにより、2022年2月8日にスコットランド政府が運営する（１,６５０万ポンド資金提供する）ネットゼロテクノロジーセンターにより気候変動対策に実際のインパクトを与える技術保有企業トップ１２社に選出された。これによりスコットランド政府がサポートするTechXプログラムに参加決定。BP社（英国の国際石油資本）・Equinor（北欧最大の石油資本）・ADNOC（アラブ首長国連邦アブダビ国営石油会社）アクセンチュア・Deep Science Venturesによるバックアップが決定した。
そして、2022年6月10日に英国（スコットランド）政府の外郭団体Net ZERO Technology center より、The Most Disruptive Technology Award（市場破壊レベルの革新的技術大賞）を受賞。同団体のベンチャー企業サポートプログラムのTechXの式典において受賞が発表され、副賞として10万ポンドが授与された。英国政府関係としては、2020年３月に日本の革新的な企業を表彰する「テック・ロケットシップ・アワード」2019-20において全４部門の内「Future of Mobility」部門で表彰されて以来、２度目の快挙である。

## メンバー
仁科浩明
30年以上のキャリアを持つ経営者　兼　発明家。 ニューヨーク国連本部第２ビル内に本店を置くNGO” Eco planet, Inc.”の理事の経験を持つ。 2017年にPJPEye株式会社を設立し共同代表・代表取締役社長に就任。カーボンバッテリー（Cambrian バッテリー）の量産化に成功。そのバッテリー技術を搭載したシステムモデルにより、世界の無電化地域の隅々まで電気を届ける事業活動に邁進する。その事業活動は地球環境問題及び人権問題の解決と直結している。
小山淳
代表取締役専務（2017年就任）。日本公認会計士協会、公認会計士。
小野聡志
執行役員（2019年就任）。
翁詠傑
執行役員。南カリフォルニア大学（マーシャル・ビジネススクール）出身。
並木幸久
特別顧問。九州大学グローバルイノベーションセンター客員教授。工学博士。南カリフォルニア大学（バイオメディカル電子工学部）、九州大学大学院工学府エネルギー量子工学専攻博士後期課程出身。